# 宮地佐一郎
宮地 佐一郎（みやじ さいちろう、1924年9月6日 - 2005年3月8日）は、高知県生まれの作家。坂本龍馬や中岡慎太郎の研究で知られている。

## 略歴
高知県高知市に生まれる。先祖は坂本龍馬の父祖と関係のある宮地家の出身。
法政大学国文科を卒業。亀井勝一郎を師とした。日本文藝家協会会員。初の出版作『野中一族始末書』で大佛次郎の知遇を得て、遺作となった「天皇の世紀」制作に協力した。
『闘鶏絵図（とうけいえず）』『宮地家三代日記』『菊酒（きくざけ）』の3作品が直木賞候補となった。
生涯にわたり坂本龍馬の研究・史料編さんに没頭し『坂本龍馬全集』『中岡慎太郎全集』等を出版。小説作品の代表作も幕末の土佐藩関連であった。
肺炎のため東京都世田谷区の病院で死去。80歳であった。

## 著書
小説
- 『野中一族始末書』審美社、1963
- 『闘鶏絵図』七曜社、1964（直木賞第51回候補）
- 『宮地家三代日記』光風社書店、1970（直木賞第64回候補）
- 『菊酒』光風社書店、1971（直木賞第66回候補）
- 『坂本龍馬』旺文社、1990　文庫判・必読名作シリーズ
- 『長宗我部元親』学陽書房・人物文庫、1997、新版2009（初期短編も収録）

評論
- 『高知県人』新人物往来社、1973 日本人国記シリーズ
- 『坂本龍馬 男の行動論』PHP研究所、1983、PHP文庫、1985
  - 増補版『坂本龍馬　男の幸福論』PHP研究所、1997
- 『坂本龍馬 青春と旅』旺文社、1983 図版本・人物グラフィティ
  - 新版『龍馬軌跡』旺文社、1985
- 『日本ではじめて株式会社を創った男・坂本龍馬』新人物往来社、1984
- 『海援隊誕生記』旺文社文庫、1985。「坂本龍馬　海援隊誕生記」PHP文庫、1993
- 『随想 坂本龍馬』旺文社文庫、1986
- 『土佐歴史散歩 戦国・幕末・明治』創元社、1986
- 『坂本龍馬 男の魅力』三笠書房・知的生きかた文庫、1987
- 『坂本龍馬 幕末風雲の夢』大和書房、1987、講談社文庫、1989
- 『幕末の挑戦者・坂本龍馬 その人脈と行動力のすべて』PHP研究所、1990
- 『龍馬百話』文春文庫、1991
- 『中岡慎太郎』PHP研究所、1992
- 『中岡慎太郎 維新の周旋家』中公新書、1993
- 『坂本龍馬 男の哲学』三笠書房・知的生きかた文庫、1994
- 『大佛次郎私抄 生と死を見つめて』日本文芸社、1996

### 共編著
- 『坂本龍馬全集』光風社出版、1978（監修：平尾道雄）、改訂版1980、再訂版1988
- 『坂本龍馬写真集』新人物往来社、1982
- 『中岡慎太郎全集』勁草書房、1991
- 『龍馬の手紙 坂本龍馬全書簡集・関係文書・詠草』

旺文社文庫 1984、PHP文庫 1995、講談社学術文庫 2003。各・改訂